# 加藤脩平
加藤 脩平（かとう しゅうへい、1999年3月28日 - ）は、静岡県富士市出身の元プロ野球選手（外野手）。右投左打。

## 経歴

### プロ入り前
小学2年生のときに田子浦ヤングファイターズ少年野球団（軟式）にて野球を始め、中学からは静岡蒲原リトルシニア（硬式）に所属。
中学卒業後は磐田東高校に進学し、1年の春季県大会から7番ライトで出場。その時、2学年先輩に齋藤誠哉と鈴木博志がいた。1年秋からはクリーンアップを務め、2年秋からエースとして二刀流で活躍した。
2016年10月20日に行われたドラフト会議にて読売ジャイアンツから育成2位指名され、支度金200万円、年俸240万円、背番号002で仮契約した。

### プロ入り後
2017年は三軍の試合にのみ出場し、79試合で、打率.177、3本塁打、21打点の成績を残した。
2019年6月10日に支配下選手登録。背番号は94となった。同月13日に一軍初出場し、計5試合に出場した。この年の二軍で主力として85試合に出場し、打率.269、6本塁打、34打点の成績を残した。
2020年も二軍では主力として60試合に出場し、打率.278、14打点の成績。前年発揮されていたパンチ力は鳴りを潜め、本塁打は11月1日の最終戦でようやく放った1本のみにとどまった。この年の一軍出場は代走として途中出場した1試合のみに終わり、11月2日、戦力外通告が公示された。

### プロ退団後
2021年3月より岐阜県にある三甲株式会社に入社し、同社の軟式野球部でプレーを続けることになった。加藤と同じく同年から同部に加入する元プロ野球選手に、前楽天の松本京志郎がいる。同年、岐阜代表として出場した東海五県軟式野球大会では準決勝で本塁打を放つなど、チームの準優勝に貢献した。

## 詳細情報

### 年度別打撃成績
| 年 度     | 球 団     | 試 合 | 打 席 | 打 数 | 得 点 | 安 打 | 二 塁 打 | 三 塁 打 | 本 塁 打 | 塁 打 | 打 点 | 盗 塁 | 盗 塁 死 | 犠 打 | 犠 飛 | 四 球 | 敬 遠 | 死 球 | 三 振 | 併 殺 打 | 打 率 | 出 塁 率 | 長 打 率 | O P S |
| --------- | --------- | ----- | ----- | ----- | ----- | ----- | -------- | -------- | -------- | ----- | ----- | ----- | -------- | ----- | ----- | ----- | ----- | ----- | ----- | -------- | ----- | -------- | -------- | ----- |
| 2019      | 巨人      | 5     | 3     | 3     | 2     | 0     | 0        | 0        | 0        | 0     | 0     | 0     | 0        | 0     | 0     | 0     | 0     | 0     | 1     | 0        | .000  | .000     | .000     | .000  |
| 2020      | 巨人      | 1     | 1     | 1     | 0     | 0     | 0        | 0        | 0        | 0     | 0     | 0     | 0        | 0     | 0     | 0     | 0     | 0     | 1     | 0        | .000  | .000     | .000     | .000  |
| 通算：2年 | 通算：2年 | 6     | 4     | 4     | 2     | 0     | 0        | 0        | 0        | 0     | 0     | 0     | 0        | 0     | 0     | 0     | 0     | 0     | 2     | 0        | .000  | .000     | .000     | .000  |

- 2020年度シーズン終了時

### 年度別守備成績
| 年 度 | 球 団 | 外野  | 外野  | 外野  | 外野  | 外野  | 外野     |
| 年 度 | 球 団 | 試 合 | 刺 殺 | 補 殺 | 失 策 | 併 殺 | 守 備 率 |
| ----- | ----- | ----- | ----- | ----- | ----- | ----- | -------- |
| 2019  | 巨人  | 4     | 1     | 0     | 0     | 0     | 1.000    |
| 2020  | 巨人  | 1     | 0     | 0     | 0     | 0     | ----     |
| 通算  | 通算  | 5     | 1     | 0     | 0     | 0     | 1.000    |

- 2020年度シーズン終了時

### 記録
- 初出場：2019年6月13日、対埼玉西武ライオンズ3回戦（メットライフドーム）、7回表に阿部慎之助の代走で出場
- 初打席：同上、9回表に森脇亮介から二飛

### 背番号
- 002 （2017年 - 2019年6月9日）
- 94 （2019年6月10日 - 2020年）

### 登場曲
- 三代目 J Soul Brothers from EXILE TRIBE『風の中、歩き出す』（2017年 - 2019年7月）
- Little Glee Monster『世界はあなたに笑いかけている』（2019年8月 - 同年末）
- mulum『明日も勝とう』（2020年）